# Regione Autonoma Serba di Krajina
La Regione Autonoma Serba di Krajina (in serbo Српска аутономна област Крајина?, Srpska autonomna oblast Krajina) fu un'entità autoproclamata dalla popolazione di etnia serba della Krajina croata. Il territorio era costituito da comuni a maggioranza serba della Repubblica di Croazia che dichiararono l'autonomia nell'ottobre 1990. Si formò come  Regione Autonoma Serba Kninska Krajina, ma, dopo l'inclusione di ulteriori aree popolate dai serbi, cambiò nome in Regione Autonoma Serba di Krajina. Nel 1991 la Krajina e altre enclavi serbo-croate aderirono alla Repubblica Serba di Krajina.

## Storia
Dopo le elezioni multipartitiche croate del 1990 aumentarono le tensioni etniche all'interno della Repubblica. Il nuovo Presidente croato Franjo Tuđman stava progettando la secessione dalla Jugoslavia, per cui i militanti serbi lo anticiparono creando una regione autonoma intorno alla città di Tenin. Questa, il 27 giugno, fu denominata Regione Autonoma Serba Knin Krajina e si unì alle municipalità serbe della Lika e del resto della Dalmazia settentrionale nella «Comunità dei comuni della Dalmazia settentrionale e della Lika». Successivamente si fuse con l'«Associazione dei comuni autonomi serbi» con un proprio governo e un proprio Parlamento (Consiglio nazionale serbo) e lentamente acquisì lo status di Stato sovrano.
Inizialmente si pensava che Franjo Tuđman volesse che la Croazia diventasse uno Stato nazionale all'interno della Jugoslavia dopo le riforme democratiche e decentrate. Quando ciò risultò essere improbabile, i serbo-croati della Krajina vollero staccarsi dalla Croazia per rimanere all'interno della Jugoslavia e il 21 dicembre 1990 proclamarono la Regione Autonoma Serba di Krajina.
Il 16 marzo 1991, il Parlamento della Krajina dichiarò che, in caso di indipendenza della Croazia, la regione avrebbe a sua volta dichiarato l'indipendenza da Zagabria per rimanere all'interno della Jugoslavia e il 12 maggio 1991 si tenne un referendum con oltre il 99% dei voti a sostegno dell'unificazione con la Serbia.
A fine marzo iniziò la guerra d'indipendenza croata tra i serbi della Krajina e le autorità croate. Dopo che Croazia e Slovenia dichiararono l'indipendenza, le violenze si intensificarono, mentre i serbi ampliarono il territorio con l'aiuto dell'Armata Popolare Jugoslava, fino ad includere la Regione Autonoma Serba della Slavonia Orientale, Baranja e Sirmia occidentale e la Slavonia Occidentale. Il territorio controllato dai serbi includeva un terzo della Croazia.
Il 19 dicembre 1991 Krajina e Slavonia Occidentale si unirono, formando la Repubblica Serba di Krajina.